# Юльянув (Опочинський повіт)
Юльянув (пол. Julianów) — село в Польщі, у гміні Мнішкув Опочинського повіту Лодзинського воєводства.
Населення — 78 осіб (2011).
У 1975—1998 роках село належало до Пйотрковського воєводства.

## Демографія
Демографічна структура станом на 31 березня 2011 року:
|          | Загалом | Допрацездатний вік | Працездатний вік | Постпрацездатний вік |
| -------- | ------- | ------------------ | ---------------- | -------------------- |
| Чоловіки | 36      | 9                  | 23               | 4                    |
| Жінки    | 42      | 9                  | 21               | 12                   |
| Разом    | 78      | 18                 | 44               | 16                   |